# Ларс Зеттерквіст
Ларс Юган Зеттерквіст (швед. Lars Johan Zetterquist 25 березня 1860 — 1946) — шведський скрипаль.
У 1875—1878 рр. навчався в Стокгольмській консерваторії, потім протягом двох років вдосконалювався в Парижі під керівництвом Юбера Леонара. З 1882 р. скрипаль Королівської капели, з 1886 р. її концертмейстер. Одночасно керував оркестрами різних шведських військових підрозділів. У 1893—1900 рр. керував власним квартетом. У 1912—1915 рр. здійснив кілька записів. Викладав у консерваторії, де серед його учнів були Хуго Альфвен і Хельмер Александерссон. Входив до складу створеної в 1908 році Комісії по народній музиці (швед. Folkmusikkommissionen), що збирала і систематизувала шведський народний музичний матеріал. У 1925 р. пішов у відставку з усіх посад і оселився недалеко від міста Арвіка, присвятивши себе заняттям сільським господарством і уроків скрипки в сільській школі.
Один із синів Зеттерквіста, Ларс Зеттерквіст-молодший (1892-1987), став віолончелістом, інший, Жером (1898-1968), — художником.